# Pati del Convent
El Pati del Convent (en letó: Konventa Seta) es troba a Riga, capital de Letònia, i es va construir aquest complex d'edificis a la primera meitat del segle xiii. Forma part de la zona més antiga de Riga que s'ha conservat.
Està declarat Monument arquitectònic d'importancia nacional.